# Entrambasaguas (Burgos)
Entrambasaguas es una localidad del municipio burgalés de Valle de Mena, en la Comunidad Autónoma de Castilla y León (España). Está formada por los barrios de Cerezo, Entrambasaguas, Las Islas, Mercadillo y Mirador de Entrambasaguas.
La iglesia está dedicada a santa Juliana.

## Localidades limítrofes
Confina con las siguientes localidades:
- Al norte con Maltrana.
- Al noreste con Menamayor.
- Al sureste con Carrasquedo y Medianas.
- Al sur con Covides.
- Al suroeste con Villasana de Mena.
- Al oeste con Caniego.
- Al noroeste con Maltranilla.

## Demografía
Evolución de la población
| Gráfica de evolución demográfica de Entrambasaguas entre 2000 y 2022 |
|                                                                      |
| Población de derecho (2000-2022) según el padrón municipal del INE   |

## Historia
Así se describe a Entrambasaguas en el tomo VII del Diccionario geográfico-estadístico-histórico de España y sus posesiones de Ultramar, obra impulsada por Pascual Madoz a mediados del siglo XIX:

Lugar en la provincia, audiencia territorial y capitanía general de Burgos (20 ½ leguas), partido judicial de Villarcayo (6 ½), diócesis de Santander y ayuntamiento titulado del valle de Mena. Situado en terreno montuoso y quebrado, donde le combaten todos los vientos excepto el del N; el clima es sano y las enfermedades más comunes las estacionales. Tiene 18 casas divididas en 4 barrios llamados de Mercadillo, Cerezo, Trasagua y el que da nombre a la población; iglesia parroquial (Santa Juliana), con un anejo en Maltranilla; es de entrada y está servida por un cura párroco y 2 tenientes; hay un hermoso santuario dedicado a Nuestra Señora de Trasagua que fue construida por el pueblo; y buenas aguas para el consumo del vecindario. Confina N Caniego y Maltranilla; E Menamayor; S Villasana de Mena, y O Villasuso. El terreno es fértil y de buena calidad, bañándole el río Cadagua que atraviesa por medio del pueblo. Caminos: son comunales para los lugares inmediatos, y se hallan en mediano estado. Producciones: granos, maíz, judías, habas y todo género de legumbres y frutas; se hace también alguna cosecha de vino chacolí, y se cría ganado vacuno, lanar, cabrío y de cerda; caza mayor y menor y pesca de truchas, anguilas, barbos y otros peces pequeños. Industria: la agrícola. Población: 18 vecinos, 67 almas.
Diccionario geográfico-estadístico-histórico de España y sus posesiones de Ultramar